# Philippe Lefébure (hockey sur glace)
Pour les articles homonymes, voir Lefébure.
Philippe Henri Marie Lefébure (né le 19 juin 1908 à Sannois, mort le 5 juin 1973 à Toulon) est un joueur professionnel français de hockey sur glace.

## Carrière
Philippe Lefébure adhère au Club des Sports d’Hiver de Paris le 7 novembre 1924. Il fait sa carrière au Club des Sports d’Hiver de Paris (1924-1931), au Racing Club de France (1931-1933) puis aux Français Volants (1933-1934).
Philippe Lefébure participe avec l'équipe de France aux Jeux olympiques de 1928 à Saint-Moritz. Il est ensuite aux championnats du monde de hockey sur glace 1930 et 1931 et au championnat d'Europe 1932,.
Il est également arbitre international de la LIHG.

## Biographie
Philippe Lefébure est le fils de Georges Lefébure (1866-1940) et Marie-Laure Nacquet-Radiguet (1874-1965), il est l'aîné de deux frères et une sœur. Nombre de ses ancêtres familiaux sont des chefs-pâtissiers depuis le XVIIe siècle.
Ayant une origine juive par sa mère, il rejoint la Résistance pendant la Seconde Guerre mondiale, dans les Forces Françaises Combattantes,.